# Alfred de Wailly
Pour les articles homonymes, voir Wailly (homonymie).
Alfred de Wailly est un lexicographe né le 10 décembre 1800 à Paris et mort le 4 avril 1869 à Paris IXe. Il fut professeur de rhétorique, puis proviseur au Lycée Napoléon (collège Henri IV), inspecteur général, enfin recteur de l'Académie de Bordeaux. Il est l'auteur de Dictionnaires classiques estimés, d'une élégante traduction en vers de Callimaque et de poésies diverses.
Il est le fils d'Étienne-Augustin De Wailly et le frère de Gustave et Jules de Wailly.

## Œuvres
- L'Adjoint et l'Avoué, 1824
- Épître à J.-J. Rousseau, 1826 (lire en ligne)
- Nouveau dictionnaire Latin-Français, 1829 (lire en ligne)
- Nouveau vocabulaire français, 1834 (lire en ligne) (19e édition)
- " Hymnes de Callimaque " traduites en vers français avec le texte grec en regard et des notes, etc. Chez Dezobry, E. Magdeleine et Cie, Libraires-Éditeurs, Paris, 1842
- Alfred de Wailly, Nouveau dictionnaire de versification et de poésie latines Gradus ad Parnassum, 1867 (lire en ligne)

## Source
Cet article comprend des extraits du Dictionnaire Bouillet. Il est possible de supprimer cette indication, si le texte reflète le savoir actuel sur ce thème, si les sources sont citées, s'il satisfait aux exigences linguistiques actuelles et s'il ne contient pas de propos qui vont à l'encontre des règles de neutralité de Wikipédia.